# Оксид-хлорид диспрозия(III)
Оксид-хлорид диспрозия(III) — неорганическое соединение, 
оксосоль диспрозия и соляной кислоты с формулой DyOCl,
светло-желтые кристаллы.

## Получение
- Разложение кристаллогидрата хлорида диспрозия(III) при нагревании:

{\displaystyle {\mathsf {DyCl_{3}\cdot 6H_{2}O\ {\xrightarrow {390-590^{o}C}}\ DyOCl+2HCl+5H_{2}O}}}

## Физические свойства
Оксид-хлорид диспрозия(III) образует светло-желтые кристаллы
тетрагональной сингонии.